# Sant Gregori de Vilamolat de Mur
L'església de Sant Gregori de Vilamolat de Mur fou una església del terme municipal de Castell de Mur, a l'antic terme de Mur. Estava situada al nord del poble de Vilamolat de Mur.
Estava situada damunt de la riba dreta del barranc de Sant Gregori, sota mateix de Casa Josep i de Vilamolat de Mur.